# تي أب (كوهستان)
تي أب (بالفارسية: تی اب) هي قرية تقع في إيران في Kuhestan Rural District. يقدر عدد سكانها بـ 26 نسمة بحسب إحصاء 2016.